# 736 Harvard
736 Harvard
736 Harvard là một tiểu hành tinh ở vành đai chính. Nó được Joel Hastings Metcalf phát hiện ngày 16.11.1912 ở Winchester, Massachusetts (Hoa Kỳ), và được đặt theo tên đại học Harvard